# Opylacz (górnictwo)

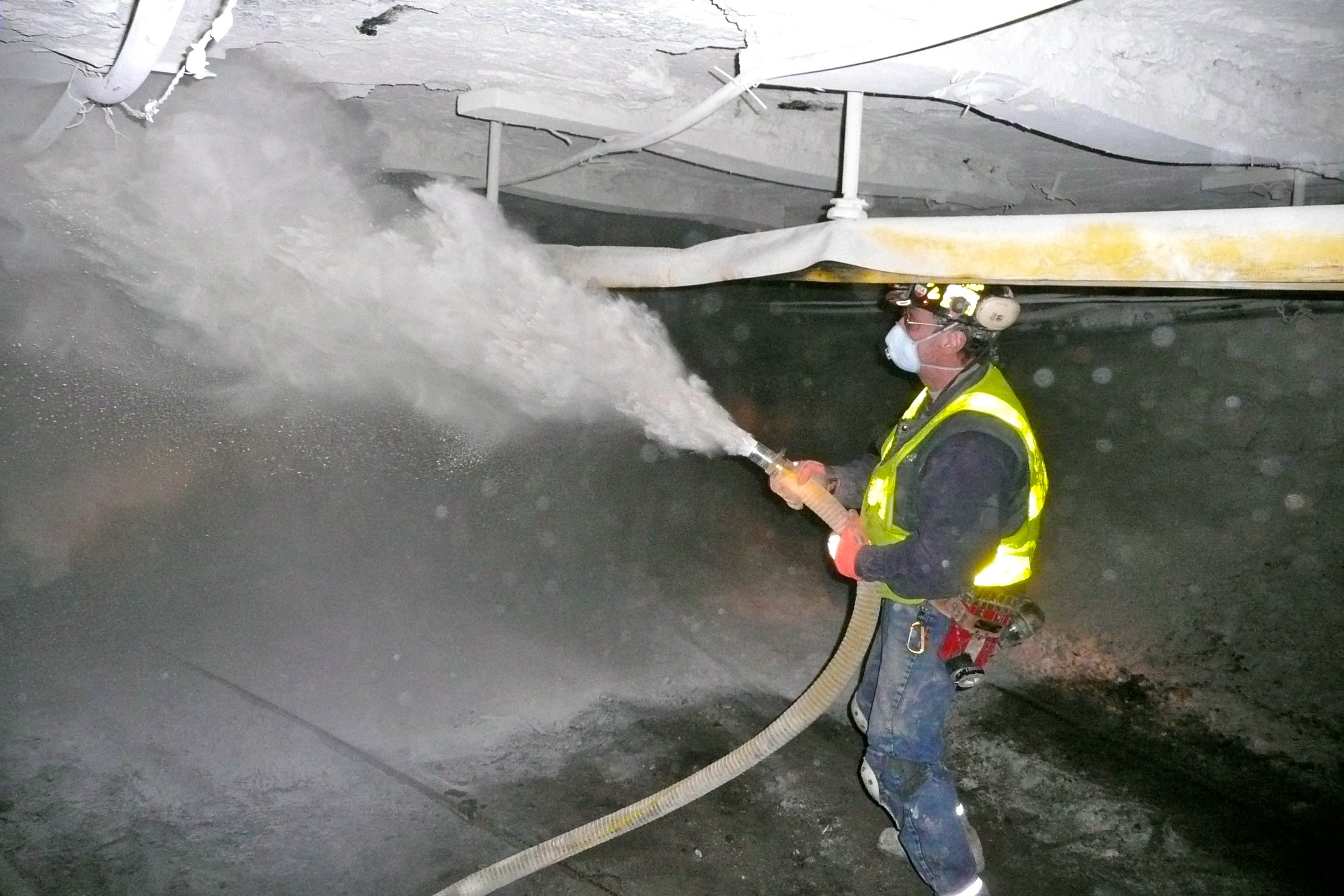
Górnik podczas pracy opylaczem, Zachodnia Wirginia, USA.

Opylacz – maszyna stosowana w górnictwie węgla kamiennego. Służy do opylania wyrobiska pyłem kamiennym. Opylenie takie zmniejsza niebezpieczeństwo wybuchu pyłu węglowego.
Opylacze mogą być napędzane silnikiem elektrycznym, hydraulicznym lub za pomocą sprężonego powietrza. Występują w wersjach stacjonarnych lub przewoźnych.